# 肉垂冠雉
，是鸡形目凤冠雉科的一种鸟类，属于单型的肉垂冠雉属（学名：Aburria）。

## 特征
肉垂冠雉体重约1405.08克，翼长约33.72厘米，喙宽度约9.3毫米，喙厚度约10.2毫米，嘴峰长约37.1毫米，跗蹠长约65.8毫米，尾长约29.04厘米。
肉垂冠雉是留鸟，栖息在森林，它们是植食性动物，主要以植物的果实为食。它们分布在委内瑞拉西部至秘鲁北部的山地森林。